# Miran Bogataj
Miran Bogataj, slovenski častnik, * 16. maj 1948, Kranj, † 27. december 2012.

## Vojaška kariera
- povišan v brigadirja (4. maj 2000)

## Odlikovanja in priznanja
- spominski znak Republiška koordinacija 1991[2]
- zlati red za zasluge